# Draba carnosula
Draba carnosula är en korsblommig växtart som beskrevs av Otto Eugen Schulz. Draba carnosula ingår i släktet drabor, och familjen korsblommiga växter. Inga underarter finns listade i Catalogue of Life.

## Bildgalleri

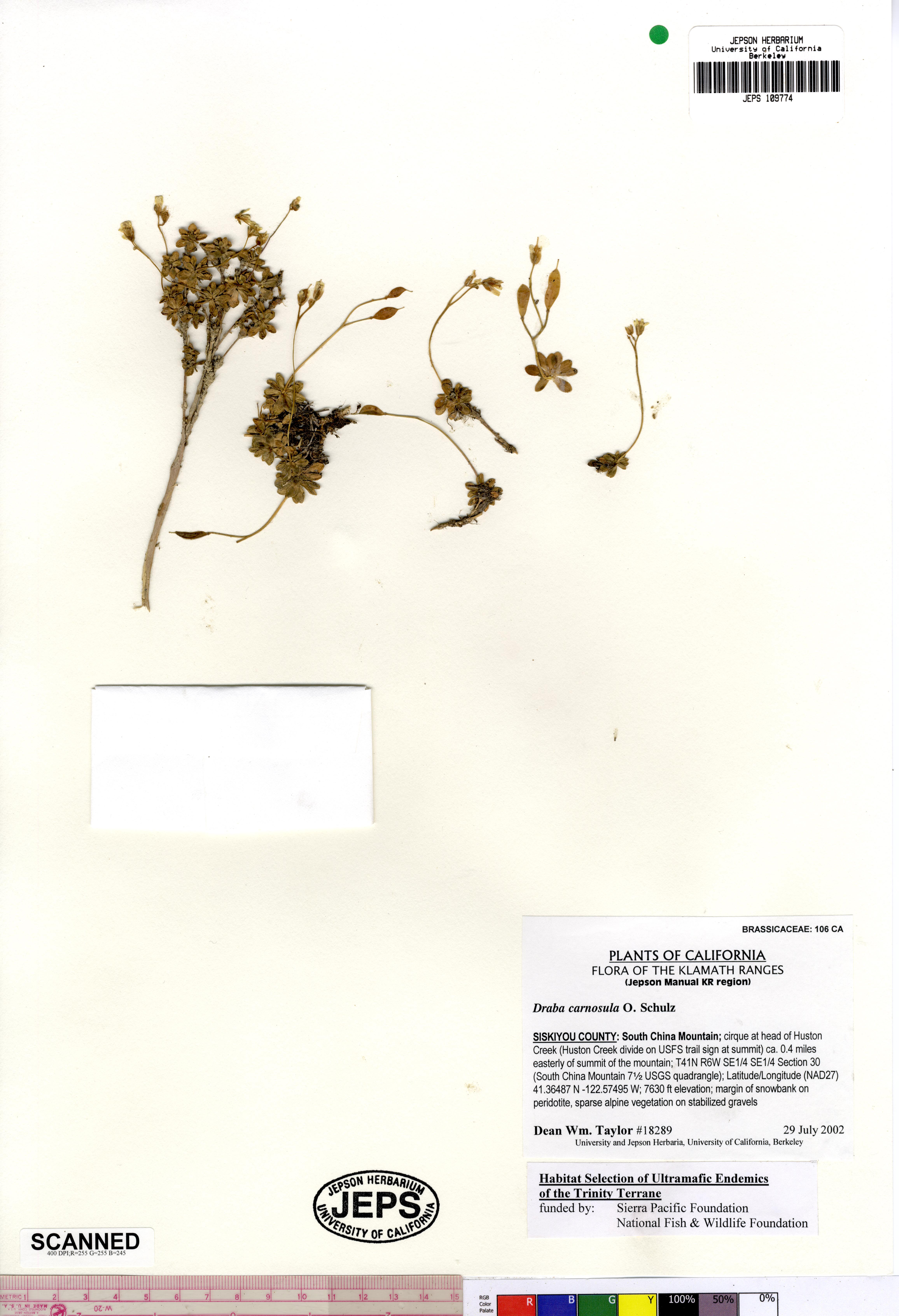